# Tsuyoshi Yoshitake
Tsuyoshi Yoshitake (ur. 8 września 1981) – japoński piłkarz występujący na pozycji pomocnika.

## Kariera piłkarska
Od 2000 do 2015 roku występował w Yokohama FC, Tokyo Verdy, Charleston Battery, Crystal Palace Baltimore, Austin Aztex, Tampa Bay Rowdies, Yokohama FC Hong Kong i Yuen Long.